# Шкелькім Кані
Шкелькім Кані (алб. Shkëlqim Cani; нар. 6 травня 1956, Тирана) — албанський економіст та банкір. Міністр фінансів Албанії з 2013 р.

## Освіта
Був удостоєний звання професора у 2003 році і має докторський ступінь у галузі економіки в Тиранського університету, спеціалізація — дослідження в банківській сфері (1991). Він завершив повну аспірантуру з міжнародної торгівлі в Університеті Тирани, економічний факультет (1981–1983). Отримав ступінь бакалавра в галузі фінансів Університету Тирани, факультет економіки (1980).
Він вільно говорить англійською і має гарне знання італійської, французької, німецької та російської мов.

## Кар'єра
Почав свою політичну кар'єру в 1991 році, коли він обіймав посаду віце-президента Ради міністрів. Він був обраний членом Народних зборів Албанії (1991–1992). За цей час він був членом парламентської комітету з економіки і фінансів. Був переобраний член парламенту в 1997 році, а також був членом парламентського комітету з економіки, фінансів і приватизації. Керуючий Банку Албанії (1997–2004). У цей період він також обіймав представника МВФ і БАГІ в Албанії. Обраний депутатом у 2013 році.
Здійснював важливі державні функції, в тому числі був членом Міжвідомчого комітету з економічної політики (1998–2004), членом і віце-президентом клубу керуючих центральних банків Середньої Азії, Чорноморського регіону та Балканських країн, заступником голови урядової установи з питань зовнішнього боргу (1997–2004), головою Ради фондового ринку Тирана (1997–2002), членом клубу Виконавчої ради Лева (1994–1997), головним директором Комерційного банку Албанії (1990–1991); начальник відділу закордонних справ і член Ради Банку Албанії (1985–1990).
У 1994 році він був нагороджений сертифікатом досліджень у політичних наук і державної політики Heidelbergense Tiffinae College в Сполучених Штатах (червень) та сертифікатом з ділового адміністрування (травень). У період між січнем і березнем 1989 року, взяв участь у просунутому курсі для аналізу кредитної політики, правової та інституційної бази експортних фінансових гарантій у Бундесбанку і KfW, Німеччина. У період між лютим і травнем 1985 року, він взяв проходив курси з банківської політики і документації в Laenderbank у Відні, Австрія.

## Особисте життя
Одружений.